# Mastrulus marshalli
Mastrulus marshalli là một loài tò vò trong họ Ichneumonidae.